# 長春西駅
長春西駅（ちょうしゅんにしえき）とは、中華人民共和国吉林省長春市緑園区に位置する哈大旅客専用線・京哈旅客専用線、長吉都市間鉄道の駅。

## 歴史
- 2012年12月1日　開業。

## 隣の駅
中華人民共和国鉄道部
哈大旅客専用線・京哈旅客専用線
徳恵西駅 - 長春西駅 - 公主嶺南駅
長吉都市間鉄道
長春西駅 - 長春駅

## 乗り入れ路線とバス

### CR
- 哈大旅客専用線
- 長吉都市間鉄道

### 長春軌道交通
- 2号線

### 長春公交集団
- 150路B線(バス)
- 55路(路面電車)